# Angelo Anquilletti
Angelo Anquilletti (San Donato Milanese, provincia de Milán, 25 de abril de 1943 − Milán, 9 de enero de 2015) fue un futbolista italiano. Se desempeñaba en la posición de defensa.

## Selección nacional
Fue internacional con la selección de fútbol de Italia en 2 ocasiones. Debutó el 1 de enero de 1969, en un encuentro amistoso ante la selección de México que finalizó con marcador de 3-2 a favor de los italianos.

### Participaciones en Eurocopas
| Eurocopa      | Sede   | Resultado |
| ------------- | ------ | --------- |
| Eurocopa 1968 | Italia | Campeón   |

## Clubes
| Club                   | País   | Año         |
| ---------------------- | ------ | ----------- |
| Solbiatese Arno Calcio | Italia | 1961 - 1964 |
| Atalanta B. C.         | Italia | 1964 - 1966 |
| A. C. Milan            | Italia | 1966 - 1977 |
| Monza Brianza          | Italia | 1977 - 1979 |

## Palmarés

### Campeonatos nacionales
| Título      | Club        | País   | Año     |
| ----------- | ----------- | ------ | ------- |
| Copa Italia | A. C. Milan | Italia | 1966-67 |
| Serie A     | A. C. Milan | Italia | 1967-68 |
| Copa Italia | A. C. Milan | Italia | 1971-72 |
| Copa Italia | A. C. Milan | Italia | 1972-73 |
| Copa Italia | A. C. Milan | Italia | 1976-77 |

### Copas internacionales
| Título                | Equipo (*)          | País   | Año     |
| --------------------- | ------------------- | ------ | ------- |
| Recopa de Europa      | A. C. Milan         | Italia | 1967-68 |
| Eurocopa              | Selección de Italia | Italia | 1968    |
| Liga de Campeones     | A. C. Milan         | Italia | 1968-69 |
| Copa Intercontinental | A. C. Milan         | Italia | 1969    |
| Recopa de Europa      | A. C. Milan         | Italia | 1972-73 |

(*) Incluyendo la selección